# Ruisseau de Fontarrieu
Le Ruisseau de Fontarrieu est un ruisseau de 6 km qui prend sa source à Pelleport et qui se jette dans le Ruisseau de Saint-Pierre dont le confluent à l'est de Launac.

## Géographie
De 6 km de longueur, il prend sa source sur la commune de Pelleport dans la Haute-Garonne sous le nom de Ruisseau de Rabin. Au nord de Launac il forme un lac de barrage et il conflue sur cette même commune avec le Ruisseau de Saint-Pierre.

## Principaux affluents
- Ruisseau de Claoué : 3 km (rive droite)[3].
- Ruisseau du Bernadou : 2 km (rive droite).